# Armee-Abteilung Narwa
De Armee-Abteilung Narwa was een Duitse Armee-Abteilung van de Wehrmacht tijdens de Tweede Wereldoorlog, die enkel en alleen rondom Narva in het grensgebied tussen Estland en Rusland gevochten heeft.

## Krijgsgeschiedenis

### Oprichting
Armee-Abteilung Narwa werd gevormd op 23 februari 1944.

### Inzet

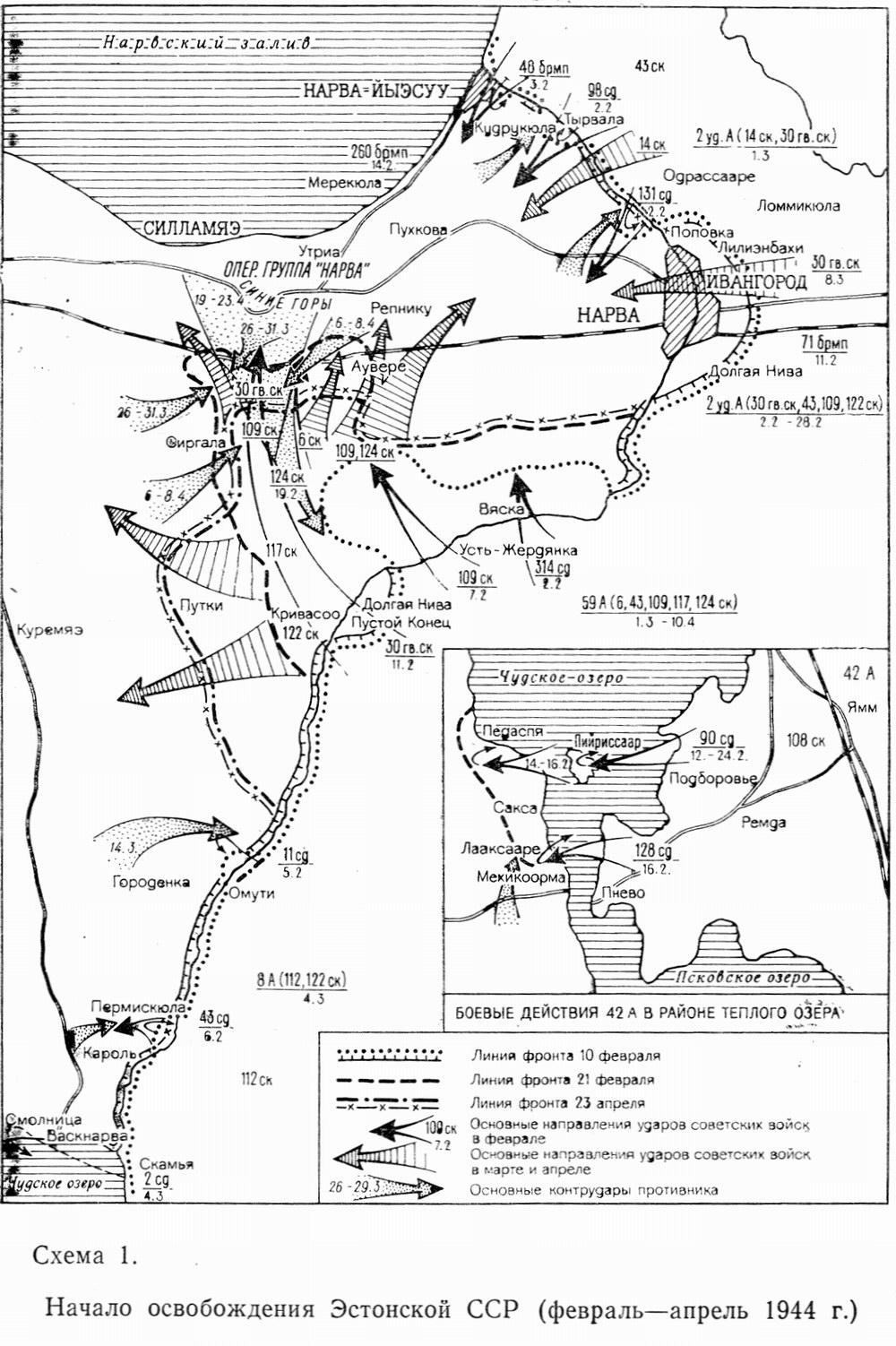
Sovjet-kaart van het begin van de Estse operatie, februari - april 1944

Na het strategisch offensief van het Leningradfront in januari 1944 (de Leningrad-Nowgorod-operatie) trokken de Duitse troepen zich terug naar het zuidwesten. De overblijfselen van de 227e Infanteriedivisie met de hen onderstelde resten van de 61e Infanteriedivisie plus het III (Germaanse) SS Pantserkorps reden Estland binnen. Ze werden geleid door General der Infanterie Otto Sponheimer en de resten van de staf van het 54e Legerkorps. Deze eenheid werd nu de "Gruppe Sponheimer" genoemd. Eind januari 1944 vestigde de groep zich langs de rivier de Narva. Op 13 februari 1944 nam Generalleutnant Wilhelm Berlin het bevel over de "Gruppe Sponheimer" op zich, die vervolgens op 23 februari in de Armee-Abteilung Narwa werd hernoemd. Op dezelfde dag nam Generalleutnant Johannes Frießner het bevel over de Armee-Abteilung over. In het noorden vormde de Oostzeekust de linker grens van de Armee-Abteilung, in het zuiden de noordkust van Peipusmeer. In het noorden stond het III (Germaanse) SS Pantserkorps, in het midden het 43e Legerkorps en in het zuiden het 26e Legerkorps.
 
Op 1 maart bestond de Armee-Abteilung uit de volgende troepen:
- III (Germaanse) SS Pantserkorps (SS-Obergruppenführer Felix Steiner): 11e SS Panzergrenadierdivisie "Nordland", 4e SS Panzergrenadier Brigade "Nederland" en 20e Waffen Grenadier Division der SS (1e Estlandse)
- 43e Legerkorps (General der Infanterie Karl von Oven): 61e, 170e en 227e Infanteriedivisies, Feldherrnhalle Panzergrenadierdivisie
- 26e Legerkorps (General Anton Grasser): 11e, 28e, 214e en 225e Infanteriedivisies

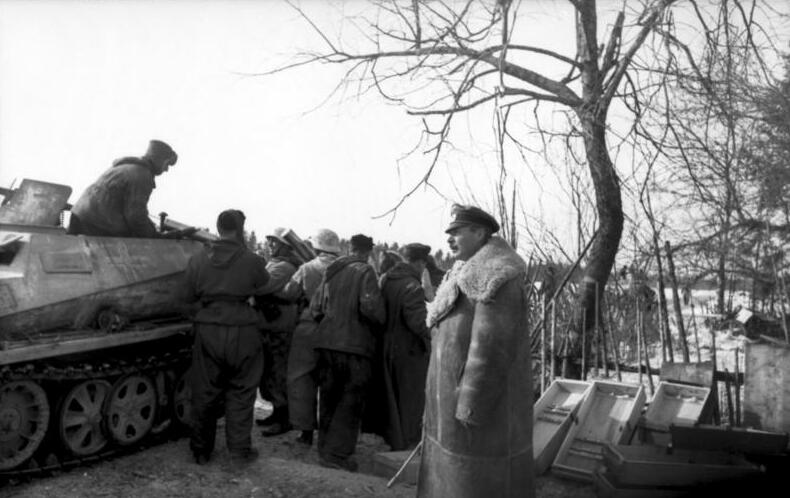
Graf von Strachwitz op 21 maart 1944

In de maanden februari en maart 1944 probeerde het Rode Leger verschillende keren het front van de Armee-Abteilung te doorbreken. In deze periode stortten in het zuiden enkele divisies in elkaar onder een nieuw Sovjetoffensief, zodat het Rode Leger op 24 februari de hoofdspoorlijn, die de toevoer van Narva verzekerde, onder hun controle bracht en daarmee het III (Germaanse) SS Pantserkorps bedreigde met omsingeling. Tijdens bittere gevechten werden de Sovjettroepen teruggeduwd naar het zuiden tegen de rivier. Alleen het Sovjet-bruggenhoofd ten zuidwesten van Narva kon zelfs na zware gevechten niet worden geëlimineerd. In de daaropvolgende maanden kalmeerde het front in het gebied van de Armee-Abteilung. De Sovjet- doorbraak in Wit-Rusland en het Karelische offensief dwongen de Heeresgruppe Nord om een groot deel van hun troepen terug te trekken van Narva naar het centrale deel van het oostfront en naar Finland. Omdat er in juli onvoldoende strijdkrachten waren voor de verdediging van de voormalige frontlinie bij Narva, begon de Armee-Abteilung met voorbereidingen voor terugtrekking naar de Tannenberg-verdedigingslinie op 16 km westelijk van Narva. Tegelijkertijd namen de Russische aanvallen op het front van de Armee-Abteilung toe. Op 24 juli begon het nieuwe Sovjetoffensief tegen de Armee-Abteilung. Tegen het einde van juli ging het zware gevecht door, waarbij de Armee-Abteilung zijn front kon handhaven. De Armee-Abteilung moest echter meer troepen naar het zuiden afgeven om de belaagde zuidvleugel van Heeresgruppe Nord te ondersteunen. Bovendien moest de Armee-Abteilung zijn front west uitbreiden naar Võrtsjärv, om het Duitse front naar het zuiden te versterken. De Armee-Abteilung betrok de Embach-stelling (de Embach stroomt vanuit de Võrtsjärv in het Peipusmeer), die vanaf 21 augustus zwaar werd aangevallen door het Rode Leger. De Armee-Abteilung kreeg Panzerverband Graf Strachwitz toegewezen om de Sovjetaanvallen af te weren. De Sovjeteenheden slaagden erin om door te breken tussen de Armee-Abteilung en het 18e Leger en in de richting van Pärnu door te stoten. Ondanks hevige gevechten kon de Armee-Abteilung zijn posities behouden. Op 18 september 1944 begon de "Operatie Aster", de terugtrekking van de Armee-Abteilung uit de Narva-stelling. Het III (Germaanse) SS Pantserkorps reed naar Pärnu terug, andere delen van de Armee-Abteilung naar Tallinn.

### Einde
Op 25 september 1944 werd de Armee-Abteilung Narwa omgedoopt tot de Armee-Abteilung Grasser.

## Bovenliggende bevelslagen
| Legergroep        | Plaats/regio | Begin            | Eind              |
| ----------------- | ------------ | ---------------- | ----------------- |
| Heeresgruppe Nord | Narva        | 23 februari 1944 | 25 september 1944 |

## Commandanten

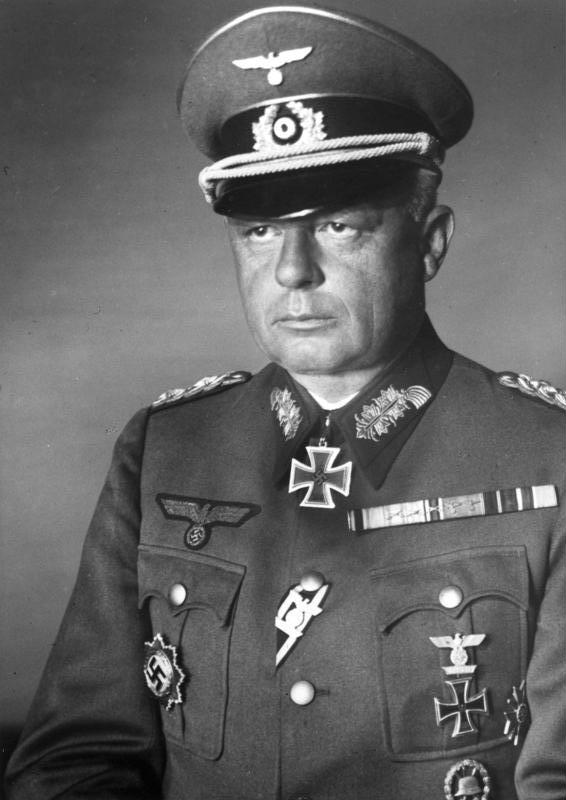
Generalleutnant Johannes Frießner

| Rang                   | Naam              | Begin            | Eind             |
| ---------------------- | ----------------- | ---------------- | ---------------- |
| General der Infanterie | Otto Sponheimer   | 27 januari 1944  | 13 februari 1944 |
| Generalleutnant        | Wilhelm Berlin    | 13 februari 1944 | 23 februari 1944 |
| General der Infanterie | Johannes Frießner | 23 februari 1944 | 3 juli 1944      |